# Naissance en 1445
Naissance
- 1441
- 1442
- 1443
- 1444
- 1445
- 1446
- 1447
- 1448
- 1449

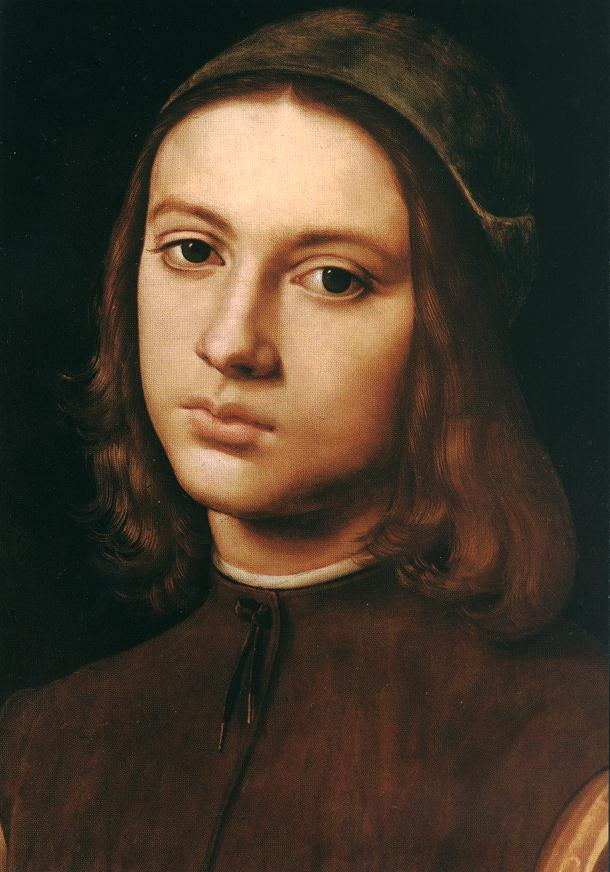
Peinture d'Alessandro Braccesi, né en 1445.

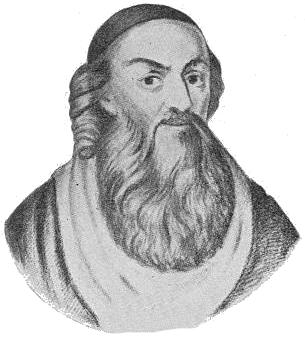
Albert Brudzewski, né en 1445.

Cette page dresse une liste de personnalités nées au cours de l'année 1445  :
- 1er mars : Sandro Filipepi dit Botticelli, peintre italien.
- 16 mars : Jean Geiler de Kaysersberg, grand prédicateur et écrivain religieux.
- 12 juin : Kujō Masamoto, régent kanpaku.
- 10 décembre : Alessandro Braccesi,

- Al-Suyūtī, savant égyptien.
- Thibault Baillet, magistrat français, président à mortier au parlement de Paris.
- Ovadia ben Abraham, rabbin italien.
- Guillaume Briçonnet, cardinal et homme politique français.
- Louise d'Anjou, noble française.
- Gabriele de' Gabrielli, cardinal italien.
- Rodrigo de Bastidas, ou Rodrigo Galván de las Bastidas, conquistador espagnol.
- Jacques de Bourbon, chevalier de la Toison d'or.
- Philippe de Luxembourg, cardinal français.
- Paul de Middlebourg, astrologue néerlandais.
- Agnès de Savoie, comtesse de Varenguebec.
- Magdalena de Suède, Princesse de Suède et de Norvège.
- Eberhard V de Wurtemberg, comte puis duc de Wurtemberg et comte de Montbéliard.
- Gherardo di Giovanni del Fora, dit del Fora, peintre italien, enlumineur, fresquiste et  mosaïste de l'école florentine.
- Giovan Paolo di Leca, dernier comte de Corse et de Cinarca.
- Takatsukasa Masahira, noble de cour japonais (kugyō) de l'époque de Muromachi.
- Mengli Ier Giray, khan de Crimée et le sixième fils du fondateur Haci Giray.
- Michel Riccio, jurisconsulte italien passé au service des rois de France après la conquête du royaume de Naples par Charles VIII.
- Francesco Rosselli, peintre italien spécialisé dans la miniature et important graveur de cartes géographiques.
- Diebold Schilling le Vieux, écrivain.

date incertaine (vers 1445)
- Gilbert Banester, compositeur anglais.
- Albert Brudzewski, astronome, mathématicien, philosophe et diplomate polonais.
- Alexandre Ier de Kakhétie, roi de Kakhétie.
- Hayne van Ghizeghem, compositeur de la Renaissance de l'École franco-flamande et de l'École bourguignonne.
- Luca Pacioli (mort en 1517), moine mathématicien italien.

## Crédit d'auteurs
- Cet article est partiellement ou en totalité issu de l'article intitulé « 1445 » (voir la liste des auteurs).